# 로렌가
로트링겐가(독일어: Haus Lothringen) 또는 로렌가(프랑스어: Maison de Lorraine)는 중세 독일과 프랑스의 왕족으로 프랑스의 메츠가의 분가였다. 이들의 기원은 8세기 경 프랑크 왕국의 귀족인 기라리드 가문으로 거슬러 올라간다. 1047년 메츠 가문의 아달베르트가 상 로렌의 공작이 되었고, 1190년부터는 하부 로렌의 일부가 브라반트 등으로 흡수되면서 로렌 공작의 칭호를 획득했다. 이 가문의 프란츠 1세는 합스부르크 왕조의 마지막 상속녀였던 마리아 테레지아와 혼인, 합스부르크로트링겐가로 불리기도 한다.